# Marie Jindřiška Habsbursko-Lotrinská
Marie Jindřiška Anna Habsbursko-Lotrinská (německy Marie Henriette von Österreich, 23. srpna 1836, Budín – 19. února 1902, Spa) byla belgickou královnou jako manželka krále Leopolda II. Belgického. Manželství bylo uzavřeno proti vůli Marie Jindřišky i Leopolda a stalo se nešťastným kvůli jejich neshodám a po roce 1872 žili manželé odděleně, i když se nadále společně objevovali na veřejnosti. Královna Marie Jindřiška byla popisována jako energická a inteligentní jezdkyně, která se v první řadě věnovala svým zvířatům. V roce 1895 se otevřeně stáhla z veřejného života a posledních sedm let žila ve městě Spa, kde se jí začalo říkat „královna ze Spa“. 

## Původ, mládí

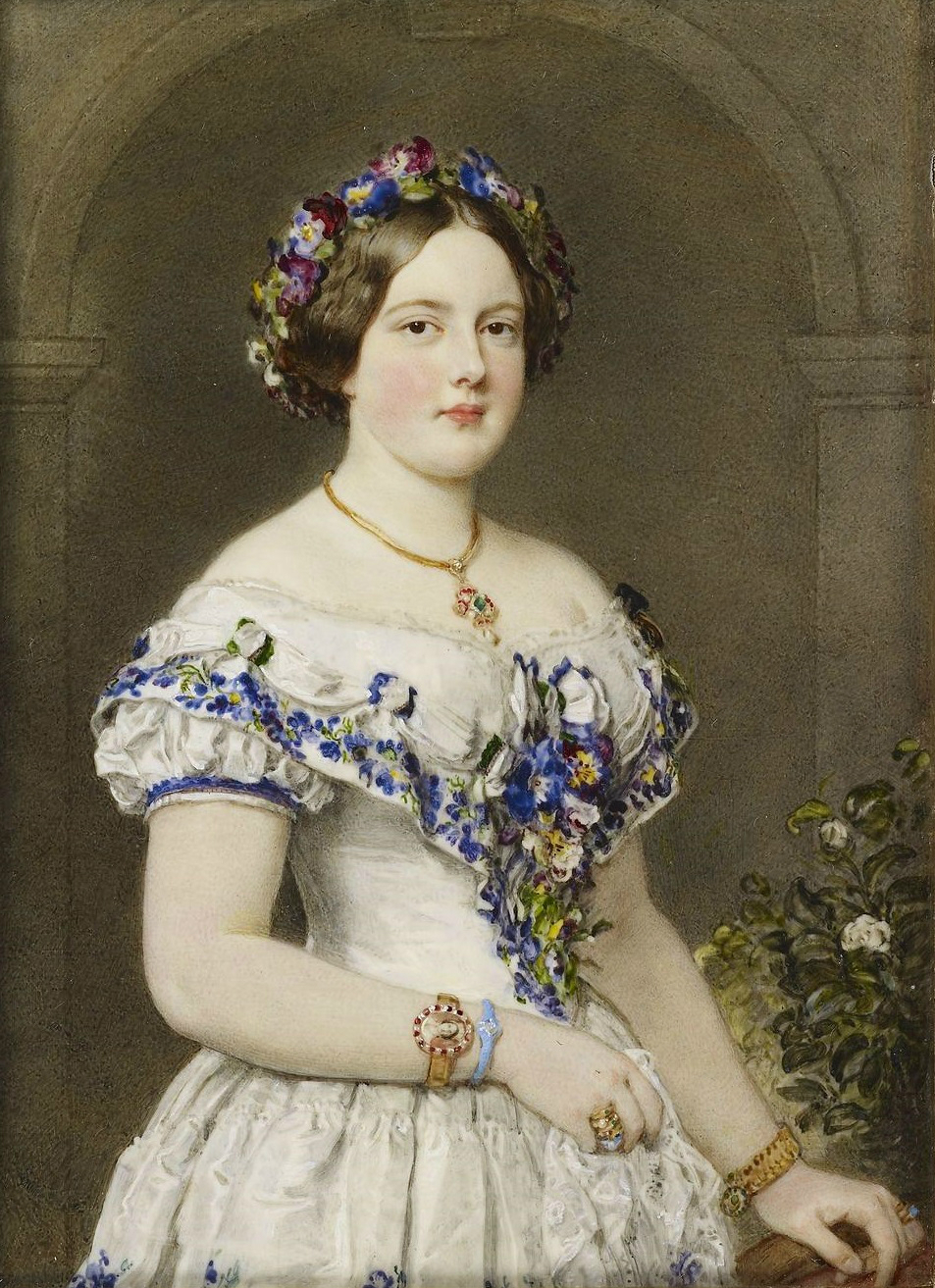
Marie Jindřiška na portrétu Williama Charlese Rosse, 1853.

Marie Jindřiška byla jedním z pěti dětí arcivévody Josefa Habsbursko-Lotrinského, a vévodkyně Marie Doroty Württemberské. Marie Jindřiška byla sestřenicí císaře Ferdinanda I. Rakouského a vnučkou Leopolda II., císaře Svaté říše římské, prostřednictvím svého otce. Po matce byla také jednou ze sestřenic budoucí královny Spojeného království Marie.
Její otec byl uherským palatinem a ona strávila velkou část svého dětství na Budínském hradě v Uhrách. Její otec zemřel, když jí bylo deset letech a Marie Jindřiška byla odeslána na výchovu do Vídně, kde se v Palais Augarten stala svěřenkyní arcivévody Jana Rakouského. Říkalo se, že ji matka vychovávala „jako chlapce“. Marie Jindřiška byla živá a energická osoba se silnou vůlí a žhavým temperamentem, byla velkou milovnicí koní, hudby a zahradničení.

## Manželství
Den před svými 17. narozeninami se 22. srpna 1853 provdala za 18letého belgického prince Leopolda, následníka trůnu. Leopold byl druhorozeným synem Leopolda I. Belgického a jeho francouzské manželky Luisy Marie Orleánské; Marie Jindřiška byla švagrovou Šarloty Belgické, budoucí císařovny mexické a také sestřenicí z manželství s britskou královnou Viktorií a Marií II. Portugalskou. Sňatek byl uzavřen za účelem posílení postavení belgické monarchie. Belgický král si jako bývalý protestantský panovník nově vzniklé monarchie přál, aby se jeho syn oženil s příslušnicí římskokatolické a prestižní dynastie, a jméno Habsburk bylo jednou z jejích důležitějších vlastností. Sňatkem navíc vzniklo historické spojení mezi novým Belgickým královstvím a habsburskou dynastií Rakouského Nizozemí.

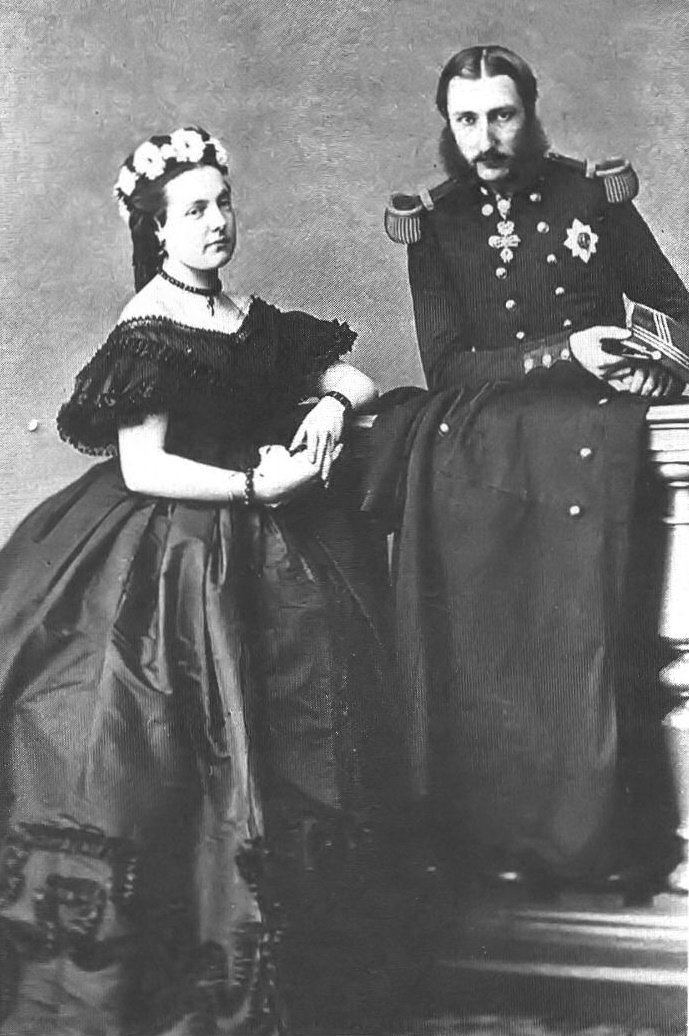
Král Leopold II. a jeho manželka Marie Jindřiška

Sňatek navrhl její budoucí tchán, belgický král, jejímu poručníkovi, rakouskému arcivévodovi Janu, a oba muži ho domluvili bez jejího vědomí. S Leopoldem byla představena na císařském dvorním plese v Hofburgu v květnu 1853 a bylo jí oznámeno, že se za něj provdá. Ani ona, ani Leopold na sebe neudělali dobrý dojem. Proti sňatkovým plánům neúspěšně protestovala, ale její matka ji přesvědčila, aby se sňatku podvolila. Také sám Leopold se vyjádřil, že se sňatkem souhlasil kvůli otci.
Marie Jindřiška se vzdala svých práv na rakouský trůn a 8. srpna 1853 podepsala ve Vídni svatební smlouvu. Svatba v zastoupení se konala 10. srpna na zámku Schönbrunn, poté odcestovala do Bruselu, kde se 22. srpna konal závěrečný obřad s Leopoldem osobně. Po svatbě následovala cesta po belgických provinciích a v říjnu cesta do Velké Británie. Královna Viktorie se vyjádřila ke králi Leopoldovi I. ohledně rozdílů mezi manželi. Marii Jindřišku popisovala jako inteligentní, vzdělanou a kultivovanou, Leopolda jako dobře mluvícího a zajímajícího se o vojenské otázky, ale bez jakýchkoli společných zájmů. Manželství bylo uzavřeno proti vůli Marie Jindřišky i Leopolda a bylo již od počátku nešťastné.

## Vévodkyně z Brabantu

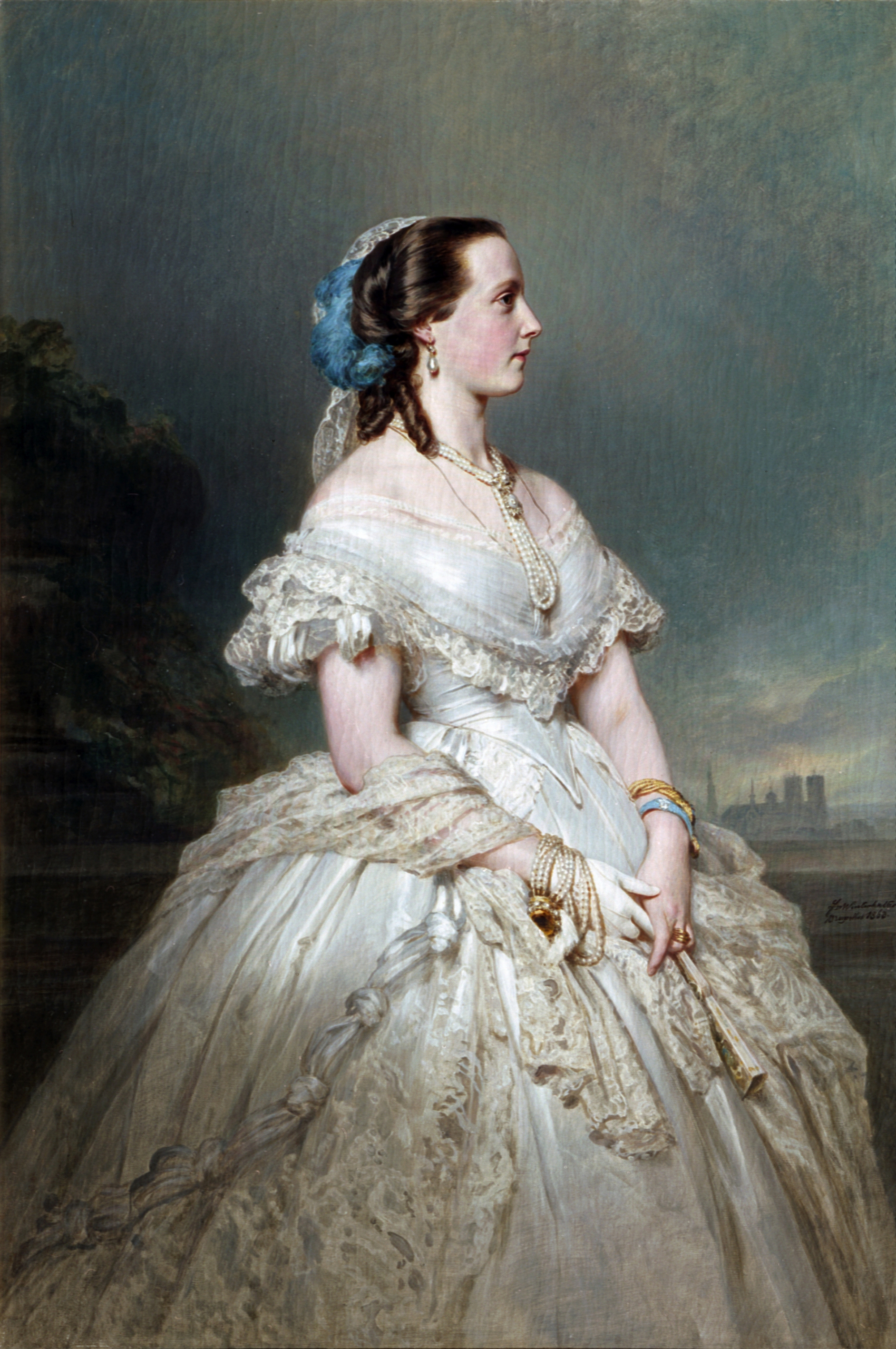
Marie Jindřiška na portrétu Franze Xavera Winterhaltera, asi 1865.

V dubnu 1854 se Leopold a Marie Jindřiška usadili na zámku Laeken jako vévoda a vévodkyně z Brabantu. Manželé žili s králem a jeho mladšími dětmi Filipem a Charlottou. Marie Jindřiška neměla blízký vztah se svým tchánem králem, ale stala se osobní přítelkyní Charlotty. Marie Jindřiška dostala vlastní domácnost, v níž žila její tchyně, bývalá Dame d'honneur (hlavní dvorní dáma) komtesa de Mérode. Věnovala se svému zájmu o zvířata. Zajímala se o koně a jezdectví, vlastnila asi padesát koní a také další zvířata. Pokoušela se o chov opic i psů, chovala papoušky a rybičky. Pěstovala také zájem o hudbu a chodila na hodiny zpěvu, hry na klavír a harfu.
Vévoda z Brabantu doporučoval ze zdravotních důvodů cesty do teplejších krajin. Marie Jindřiška ho doprovázela na cestě do Egypta přes Vídeň, Terst a Korfu a z Egypta do Jeruzaléma v roce 1855. Marie Jindřiška s chotěm podnikla státní návštěvu Francie, aby se zúčastnila Světové výstavy 1855. Během jejich návštěvy byly jejich odlišnosti opět důvodem ke komentářům. Marie Jindřiška byla popisována jako silná, živá a energická a Leopold jako vážný, suchý a fyzicky slabý: Marie Jindřiška jako extrovert, Leopold jako introvert. Pauline Metternichová napsala, že jejich manželství bylo „manželstvím čeledína a jeptišky, a jeptiškou myslím vévodu brabantského“.
V roce 1856 navštívil belgický dvůr její bratranec arcivévoda Maxmilián, aby se seznámil se svou budoucí manželkou, švagrovou Marie Jindřišky Charlottou. Usoudil, že Marii Jindřišce musela při překonávání mnoha choulostivých situací pomáhat její živá inteligence a že do belgické královské rodiny vnesla trochu života.
V roce 1858 se Marii Jindřišce narodilo první dítě. Skutečnost, že se jednalo o holčičku, byla důvodem ke zklamání. Budoucí následník trůnu se nakonec narodil v roce 1859. V letech 1860 a 1864 podnikl Leopold další dvě dlouhé zdravotní cesty, tentokrát bez Marie Jindřišky, poslední cesta vedla do Egypta, na Cejlon, do Indie a Číny. Obě cesty se uskutečnily v době, kdy byla Marie Jindřiška těhotná, a vyjádřila své zklamání z toho, že byla ponechána doma s dětmi, zatímco on podnikal dlouhé cesty do vzdálených zemí.

## Belgická královna
10. prosince 1865 král Leopold I. zemřel a jeho nástupcem se stal jeho syn Leopold II., který z Marie Jindřišky učinil královnu. Když byl král uveden na trůn, objevily se otázky, zda se má Marie Jindřiška obřadu zúčastnit, ale král to odmítl a královna se místo toho omezila na roli diváka.
Marie Jindřiška a Leopold spolu žili ještě během prvních sedmi let vlády, ale jejich vztah byl odtažitý a Leopold byl popisován jako zdvořilý, ale autoritativní manžel. Marie Jindřiška se zajímala o operu a divadlo a často navštěvovala královské divadlo La Monnaie, kde byla královská lóže rozšířena o soukromý pokoj, kde se královna mohla stýkat s okruhem soukromých přátel, které si během let shromáždila.

V roce 1867 byla její švagrová, císařovna Šarlota Mexická, uvězněna pro duševní poruchu svými příbuznými Habsburky. Marie Jindřiška byla Leopoldem pověřena, aby vyjednala Šarlotino propuštění do Belgie. Odjela do Vídně se svým poradcem baronem Adrienem Goffinetem a po dvou týdnech vyjednávání se jí úkol podařilo splnit. Charlotta zpočátku pobývala s královským párem v Laekenu, kde se od ní Marie Jindřiška údajně téměř nehnula a věnovala se zlepšení jejího zdravotního stavu. Charlotta sice vykazovala určité známky zlepšení, ale když se její stav opět zhoršil, ztratila Marie Jindřiška trpělivost a v roce 1869 byla Charlotta z Laekenu trvale odvezena.

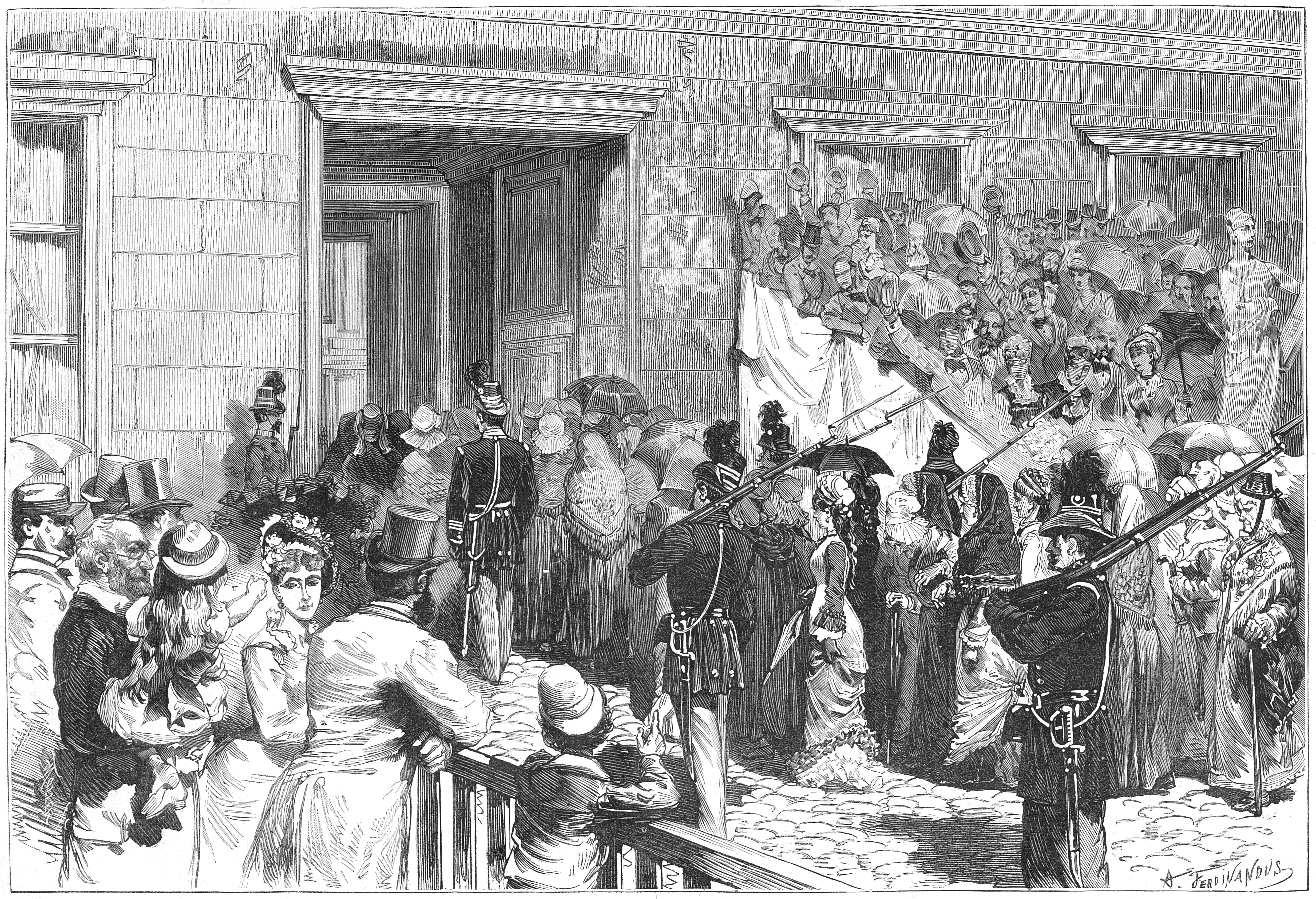
Stříbrná svatba Marie Jindřišky a krále Leopolda v královském paláci v Bruselu

V roce 1869 zemřel jediný syn královského páru. Marie Jindřiška neprojevovala svůj zármutek tak otevřeně jako Leopold, ale podnikla několik cest do Švýcarska a Uher bez Leopolda, aby truchlila, a začala se zajímat o náboženství. Král a královna se dočasně usmířili v naději, že se jim narodí další syn, ale když jejich snaha vyústila v roce 1872 v narození další dcery Klementiny, žili po zbytek života odděleně, i když oficiálně byli stále manželé. Leopold II. obvinil Marii Jindřišku ze smrti jejich syna, což jí nemohl odpustit. Ponižovalo ji také Leopoldovo otevřené cizoložství. Po roce 1872 se již osobně nestýkali, ale nadále vystupovali na veřejnosti jako král a královna. Výročí svatby krále a královny v srpnu 1878 bylo předmětem celonárodních oslav po celé Belgii: Byly uspořádány slavnosti, vyzdobeny veřejné budovy a vyhlášeny čtyři svátky. Marie Jindřiška dostala diadém financovaný z příspěvků občanů prostřednictvím veřejného výboru a královna na poděkování pronesla vlastenecký projev.
Královna Marie Jindřiška se zajímala o hudbu a malířství. Jejím hlavním zájmem byli její uherští koně. Koně nechovala pouze pro jezdectví, ale aktivně se věnovala jejich chovu. Osobně se také starala o jejich potřeby, což v tomto období nebylo u královské ženy obvyklé a bylo to považováno za výstřední.
Královna se zajímala o vojenské záležitosti a často se účastnila vojenských cvičení v Beverloo na východě Belgie na svém uherském koni, kterého pojmenovala Beverloo. Během prusko-francouzské války v letech 1870-1871 se angažovala v lékařské péči. Belgie se sice války neúčastnila, ale královna se věnovala péči o zahraniční raněné vojáky z války, kteří prošli jejími hranicemi. Přesvědčila krále, aby po bitvě u Sedanu otevřel královský palác v Bruselu jako nemocnici pro zraněné vojáky, a osobně se zde starala o raněné. Její úsilí bylo oceněno a saský král Jan I. jí jako uznání udělil řád Sidonie. Podílela se také na péči o nemocné během epidemie neštovic v Bruselu v roce 1871.

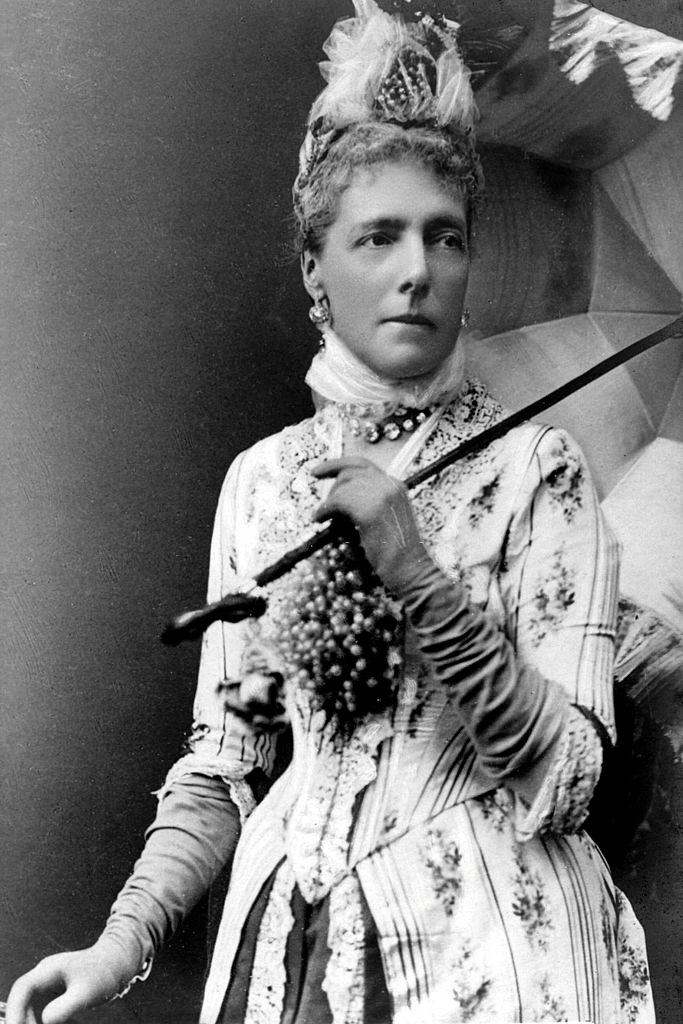
Belgická královna Marie Jindřiška, 1875.

Po smrti svého syna svěřila Marie Jindřiška péči o své děti téměř výhradně guvernantkám a vychovatelkám, které údajně zneužívaly svou autoritu a špatně s nimi zacházely, zatímco jejich matka se jim odcizila a schvalovala přísné výchovné metody vychovatelek. Přála si, aby její dcery vstoupily do dynastických manželství. S Luisiným sňatkem byla spokojená, protože jí umožnil často navštěvovat Uhry z dětství. Radost měla i z prestižního sňatku své dcery Štěpánky s rakouským korunním princem v roce 1881. Když jejich zeť rakouský korunní princ spáchal v roce 1889 sebevraždu při incidentu v Mayerlingu, Marie Jindřiška a Leopold ignorovali zákaz rakouského císaře a zúčastnili se jeho pohřbu. Podporovala sňatek své poslední dcery Klementiny s manželovým synovcem, belgickým korunním princem, a byla zdrcena, když korunní princ v roce 1891 zemřel.
Královna Marie Jindřiška nepodporovala zájem krále Leopolda o Kongo, který jej přirovnával k neúspěšnému projektu mexického impéria a celý koloniální projekt považoval za nereálné dobrodružství.
Královna Marie Jindřiška často navštěvovala lázně na delší dobu, aby si odpočinula od svých reprezentačních povinností královny a dvorského života v Bruselu, a přenechala ceremoniální povinnosti své dceři Klementině. Spa a Ardeny jí připomínaly Maďarsko jejího dětství a ráda se zde procházela a jezdila na koni. V roce 1895 se tato opakující se situace stala trvalou. V roce 1895 se uchýlila do Spa; její nejmladší dcera Klementina ji po zbytek manželova života nahradila ve funkci první dámy u dvora v Bruselu. Marie Jindřiška koupila ve Spa hotel Hôtel du Midi a fakticky se od manžela odloučila. Se svým asistentem Augustem Goffinetem instalovala vedle své vily osmnáct koní, účastnila se dostihů a přijímala zahraniční hodnostáře. Své královské povinnosti nadále vykonávala s omezením na město Spa, kde navštěvovala školy, prováděla charitativní činnost a chránila umělce, a byla označována za „královnu ze Spa“.
Marie Jindřiška zemřela 19. září 1902 v Hôtel du Midi ve Spa. Byla pohřbena v královské kryptě v kostele Panny Marie v Laekenu v Bruselu. Její manžel se později oženil (i když podle belgických zákonů nelegálně) se svou milenkou Caroline Delacroix.

## Potomci
Se svým manželem Leopoldem II. Belgickým měla čtyři potomky:
- Luisa (18. února 1858 – 1. března 1924), ⚭ 1875 Filip Sasko-Kobursko-Gothajský (28. března 1844 – 3. července 1921), sasko-kobursko-gothajský princ a pán z Čabradi a Sitna
- Leopold (12. června 1859 – 22. ledna 1869); vévoda z Brabantu, hrabě z Henegavska
- Štěpánka (21. května 1864 – 23. srpna 1945),
⚭ 1881 Rudolf Habsbursko-Lotrinský (21. srpna 1858 – 30. ledna 1889), rakouský arcivévoda, korunní princ, následník trůnu
⚭ 1900 Elemér Lónyay (24. srpna 1863 – 29. července 1946)
- Klementina (30. července 1872 – 8. března 1955), ⚭ 1910 Viktor Bonaparte (18. července 1862 – 3. května 1926), titulární 4. kníže z Montfortu (vnuk Jérôma Bonaparta, nejmladšího bratra císaře Napoleona)

## Vývod z předků
|                                      |                                    |  |                              |                                                |  |  |  |  |  |  |  | Leopold Josef Lotrinský |
|                                      |                                    |  |                              |                                                |  |  |  |  |  |  |  |                         |
|                                      | František I. Štěpán Lotrinský      |  |                              |                                                |  |  |  |  |  |  |  |                         |
|                                      |                                    |  |                              |                                                |  |  |  |  |  |  |  |                         |
|                                      |                                    |  |                              | Alžběta Charlotta Orleánská                    |  |  |  |  |  |  |  |                         |
|                                      |                                    |  |                              |                                                |  |  |  |  |  |  |  |                         |
|                                      | Leopold II.                        |  |                              |                                                |  |  |  |  |  |  |  |                         |
|                                      |                                    |  |                              |                                                |  |  |  |  |  |  |  |                         |
|                                      |                                    |  |                              | Karel VI.                                      |  |  |  |  |  |  |  |                         |
|                                      |                                    |  |                              |                                                |  |  |  |  |  |  |  |                         |
|                                      | Marie Terezie Habsburská           |  |                              |                                                |  |  |  |  |  |  |  |                         |
|                                      |                                    |  |                              |                                                |  |  |  |  |  |  |  |                         |
|                                      |                                    |  |                              | Alžběta Kristýna Brunšvicko-Wolfenbüttelská    |  |  |  |  |  |  |  |                         |
|                                      |                                    |  |                              |                                                |  |  |  |  |  |  |  |                         |
|                                      | Josef Habsbursko-Lotrinský         |  |                              |                                                |  |  |  |  |  |  |  |                         |
|                                      |                                    |  |                              |                                                |  |  |  |  |  |  |  |                         |
|                                      |                                    |  |                              | Filip V. Španělský                             |  |  |  |  |  |  |  |                         |
|                                      |                                    |  |                              |                                                |  |  |  |  |  |  |  |                         |
|                                      | Karel III. Španělský               |  |                              |                                                |  |  |  |  |  |  |  |                         |
|                                      |                                    |  |                              |                                                |  |  |  |  |  |  |  |                         |
|                                      |                                    |  |                              | Alžběta Farnese                                |  |  |  |  |  |  |  |                         |
|                                      |                                    |  |                              |                                                |  |  |  |  |  |  |  |                         |
|                                      | Marie Ludovika Španělská           |  |                              |                                                |  |  |  |  |  |  |  |                         |
|                                      |                                    |  |                              |                                                |  |  |  |  |  |  |  |                         |
|                                      |                                    |  |                              | August III. Polský                             |  |  |  |  |  |  |  |                         |
|                                      |                                    |  |                              |                                                |  |  |  |  |  |  |  |                         |
|                                      | Marie Amálie Saská                 |  |                              |                                                |  |  |  |  |  |  |  |                         |
|                                      |                                    |  |                              |                                                |  |  |  |  |  |  |  |                         |
|                                      |                                    |  |                              | Marie Josefa Habsburská                        |  |  |  |  |  |  |  |                         |
|                                      |                                    |  |                              |                                                |  |  |  |  |  |  |  |                         |
| Marie Jindřiška Habsbursko-Lotrinská |                                    |  |                              |                                                |  |  |  |  |  |  |  |                         |
|                                      |                                    |  |                              |                                                |  |  |  |  |  |  |  |                         |
|                                      |                                    |  | Karel Alexandr Württemberský |                                                |  |  |  |  |  |  |  |                         |
|                                      |                                    |  |                              |                                                |  |  |  |  |  |  |  |                         |
|                                      | Fridrich II. Evžen Württemberský   |  |                              |                                                |  |  |  |  |  |  |  |                         |
|                                      |                                    |  |                              |                                                |  |  |  |  |  |  |  |                         |
|                                      |                                    |  |                              | Marie Augusta z Thurn-Taxisu                   |  |  |  |  |  |  |  |                         |
|                                      |                                    |  |                              |                                                |  |  |  |  |  |  |  |                         |
|                                      | Ludvík Württemberský               |  |                              |                                                |  |  |  |  |  |  |  |                         |
|                                      |                                    |  |                              |                                                |  |  |  |  |  |  |  |                         |
|                                      |                                    |  |                              | Fridrich Vilém Braniborsko-Schwedtský          |  |  |  |  |  |  |  |                         |
|                                      |                                    |  |                              |                                                |  |  |  |  |  |  |  |                         |
|                                      | Bedřiška Braniborsko-Schwedtská    |  |                              |                                                |  |  |  |  |  |  |  |                         |
|                                      |                                    |  |                              |                                                |  |  |  |  |  |  |  |                         |
|                                      |                                    |  |                              | Žofie Dorota Pruská                            |  |  |  |  |  |  |  |                         |
|                                      |                                    |  |                              |                                                |  |  |  |  |  |  |  |                         |
|                                      | Marie Dorotea Württemberská        |  |                              |                                                |  |  |  |  |  |  |  |                         |
|                                      |                                    |  |                              |                                                |  |  |  |  |  |  |  |                         |
|                                      |                                    |  |                              | Karel August Nasavsko-Weilburský               |  |  |  |  |  |  |  |                         |
|                                      |                                    |  |                              |                                                |  |  |  |  |  |  |  |                         |
|                                      | Karel Kristián Nasavsko-Weilburský |  |                              |                                                |  |  |  |  |  |  |  |                         |
|                                      |                                    |  |                              |                                                |  |  |  |  |  |  |  |                         |
|                                      |                                    |  |                              | Augusta Frederika Vilemína Nasavsko-Idsteinská |  |  |  |  |  |  |  |                         |
|                                      |                                    |  |                              |                                                |  |  |  |  |  |  |  |                         |
|                                      | Henrietta Nasavsko-Weilburská      |  |                              |                                                |  |  |  |  |  |  |  |                         |
|                                      |                                    |  |                              |                                                |  |  |  |  |  |  |  |                         |
|                                      |                                    |  |                              | Vilém IV. Oranžský                             |  |  |  |  |  |  |  |                         |
|                                      |                                    |  |                              |                                                |  |  |  |  |  |  |  |                         |
|                                      | Karolína Oranžsko-Nassavská        |  |                              |                                                |  |  |  |  |  |  |  |                         |
|                                      |                                    |  |                              |                                                |  |  |  |  |  |  |  |                         |
|                                      |                                    |  |                              | Anna Hannoverská                               |  |  |  |  |  |  |  |                         |
|                                      |                                    |  |                              |                                                |  |  |  |  |  |  |  |                         |